# Taf Wallet
Taf Wallet (La Louvière, 24 november 1902 — Schaarbeek, 1 december 2001) was een Belgisch kunstschilder, etser en ontwerper van mozaïeken en gebrandschilderd glas. Hij was een vriend en tijdgenoot van Paul Delvaux.

## Levensloop
Geboren uit een Waalse vader en een Vlaamse moeder, studeerde hij eerst hout en marmer aan de École Industrielle van La Louvière (1916-17). Verdere opleiding ontving Wallet aan de 'Académié de Mons' bij A.Durieu en E.Motte (1920-22), evenals aan de Académie de Bruxelles bij Constant Montald (1922-26).
Hij vestigde zich in 1923 in Schaarbeek. In 1928 won hij de Godecharleprijs en kreeg de derde vermelding bij de Romeprijs.
In 1933 kwam de kunstenaar in Sint-Idesbald wonen en onderging zijn werk een grote invloed van de zee. Hij verbleef ook in Frankrijk en Italië (1928-30). In 1934 won hij de Prix du Hainaut (1934).
Hij gaf tentoonstellingen in de Galerie Giroux te Brussel (1945 en 1947) en in de "Salon de Mai" te Parijs (1947).
In 1947 werd hij leraar gravure en in 1951 leraar landschapschilderen aan het 'Hoger Instituut van Schone Kunsten' te Antwerpen. Een van zijn leerlingen (1957-1958) was Jan Flameng (1917-1997).
In 1954 won hij de Prix de l'Essor Maritime.
Hij was in 1928 mede-oprichter van de groep Nervia en van de Vereniging van Belgische Zeeschilders, lid van de Cercles Bon Vouloir, Les Amis de l'Art en Les Amis du Hainaut.
Er werd nog in 1992 een overzichtstentoonstelling gehouden in de Galerie d'Haudrecy in Bergen.

## Stijl
Wallet creëerde vooral heldere en robuuste landschappen, strandzichten, marines en stillevens, eerst in een realistische. Maar na de Tweede Wereldoorlog, vanaf 1945/1946 evolueerde zijn stijl in een meer impressionistische richting met een Ensor-accentje. Later geeft hij meer aandacht aan de compositie, de stilering en de uitwerking van zijn onderwerpen.
Zijn traditionele werken stralen de poëzie, de joie de vivre, een bourgondische leefwereld en het optimisme uit. Ze zijn opgesteld in lichte kleuren met dikke penseelstreken, waardoor er toch een zekere sereniteit uitgaat van zijn werken.
De kunstenaar wil het speciale licht van de kuststreek in schilderijen vatten. Hij ontwikkelde een eigen luminisme, een nieuw soort pointillisme dat kan vergeleken worden met het neo-impressionisme van een Georges Seurat of een Paul Signac. Taf Wallet had oog voor kleuren, en uit zijn kleurgebruik straalt heel veel emotie. Hij gebruikte bij voorkeur bepaalde kleurschakeringen, zoals blauwe, gele, groene en rode tinten.

## Werken
Werken van hem hangen in de musea van Brussel, La Louvière, Antwerpen, Gent, Bergen, Doornik, Namen, Oostende en Ronse. Zijn realisaties voor de pakketboten Oostende-Dover berusten nu in het Kunstmuseum aan Zee (Mu.ZEE) in Oostende. Een collectie is in bezit van de Gemeente Koksijde. Hij had een eigen museum in Sint-Idesbald dat echter gesloten werd in januari 2007. Het werd nu omgevormd tot het cultureel centrum Taf Wallet, een beschermd monument.
Verschillende van zijn werken bevinden zich eveneens in de collecties van de Belgische Staat en van de provinciën Brabant, Henegouwen en Antwerpen. Ook de Zeevaartschool van Antwerpen bevat een mooi doek van hem.
Voorbeelden van zijn werken:
- Nu assis (olieverf op doek) (1931)
- Nature morte au gigot (olieverf op doek) (1932)
- Le Port d'Ostende (xylogravure) (1932)
- Vue de Wépion et Daive (1942)
- Les cabines à la mer du Nord (1950)
- Monaco (olieverf op doek) (1950)
- Sacré-cœur à Paris (olieverf op doek) (1955)
- Nature morte à la dinde (olieverf op doek) (1957)
- Autoportrait (olieverf op doek) (1960)
- Les baigneuses (olieverf op doek) (1963)
- Nature morte aux légumes (olieverf op doek) (1967)
- Coucher de soleil au Cinquantenaire (olieverf op doek) (1968)
- De la fenêtre de ma chambre - Honfleur (olieverf op doek) (1968)
- 21 juillet, rue Royale (olieverf op doek) (1969)
- Maternité (olieverf op doek) (1970)
- La Dame à l’ombrelle (olieverf op doek) (1978)
- Reflux (olieverf op doek) (1979)
- Vacances à la mer (olieverf op doek) (1984)
- Vignoble à grève (olieverf op doek) (1985)
- Méandres, les vestes rouges (olieverf op doek) (1985)
- La baignade (1987)
- La plage aux parasols (1990)
- Terrasse de la Cabro d’or - les Baux (1991)

Er worden nog regelmatig werken van hem verkocht op veilingen, waar ze toch redelijke prijzen behalen.